# Cactus Flats
Cactus Flats – jednostka osadnicza w Stanach Zjednoczonych, w stanie Arizona, w hrabstwie Graham.